# Thierry (antipape)
Pour les articles homonymes, voir Thierry et Théodoric.
Thierry (en latin Theodoricus) est un antipape du début du XIIe siècle.
Cardinal-diacre de Santa Maria in via Lata, il appartient au parti de l'antipape Clément III (Guibert de Nogent), qui le nomme cardinal-évêque d'Albano. En 1098, il est légat en Allemagne.
En septembre 1100, à la mort de Clément III, il est élu pape et consacré à la basilique Saint-Pierre. Pendant son voyage pour rejoindre l'empereur Henri V, il est capturé par des partisans de son rival, Pascal II. Enfermé au monastère de la Trinité à La Cava, il meurt en 1102.